# 1468 Zomba
1468 Zomba (1938 PA) là một tiểu hành tinh bay qua Sao Hỏa được phát hiện ngày 23 tháng 7 năm 1938 bởi C. Jackson ở Johannesburg (UO).